# Lars Vaular

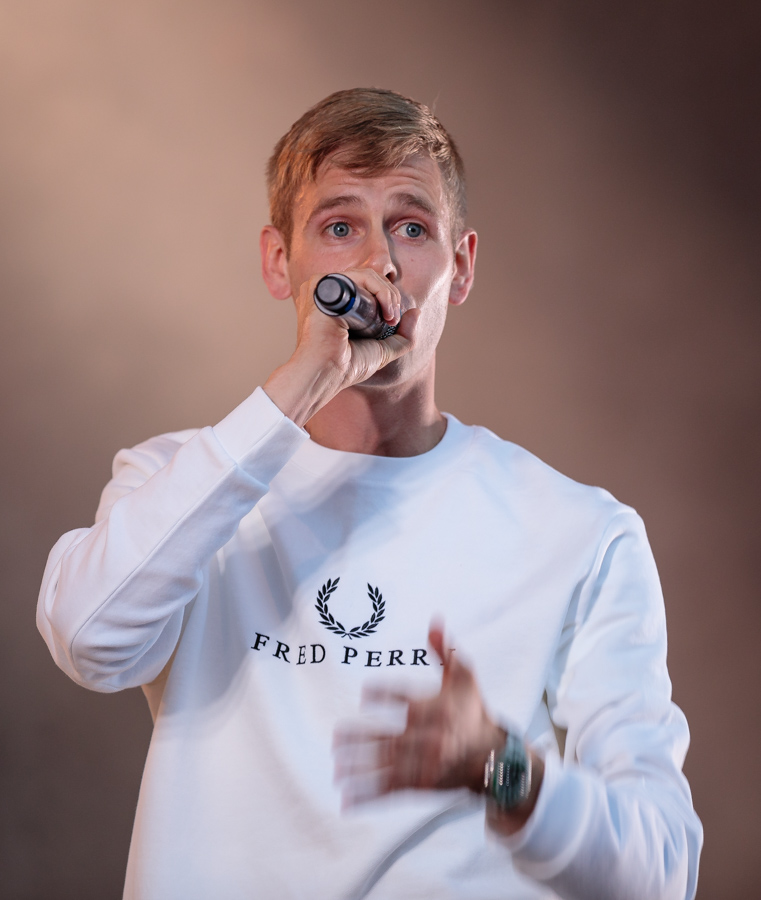
Lars Vaular, 2018

Lars Nesheim Vaular (* 20. September 1984 in Bergen) ist ein norwegischer Rapper, Sänger und Songwriter.

## Leben
Vaular wuchs im Bergener Stadtteil Åsane auf. Er ist der Cousin des Sängers Sondre Lerche. In Bergen besuchte er die weiterführende Schule Åsane videregående skole, später ging er auf die Bergen katedralskole. In seiner Jugend begann er sich für Hip-Hop zu interessieren. Mit Freunden bildete er schließlich die Rapgruppe Freakshow, wobei Vaular sich zu dieser Zeit noch Stiquo nannte. Die Gruppe schrieb ihre ersten Lieder auf Englisch, bevor sie zur norwegischen Sprache wechselten. Ab 2005 lebte Vaular ein Jahr lang in Oslo, bevor er nach Bergen zurückkehrte. Vor dem Beginn seiner Solokarriere war er zudem Teil des Duos Tier’n & Lars. Das Duo veröffentlichte zwei Mixtapes sowie im Jahr 2006 das Album Kulturclash.

### Musiker
Im Jahr 2007 gab Vaular mit La Hat – Et nytt dagslys sein erstes Soloalbum heraus. Das meistgespielte Lied daraus wurde Eg e fra Bergen (deutsch Ich komme aus Bergen). Sein größerer Durchbruch gelang im 2009 mit dem Album D’e glede. Von Kritikern wurde das Werk weitgehend positiv bewertet. Es brachte ihm seine erste Nominierung beim Musikpreis Spellemannprisen ein. Es folgten zudem Auftritte bei größeren Festivals wie dem Øyafestivalen. Sein drittes Soloalbum folgte 2010. Es erhielt den Titel Helt om natten, helt om dagen. Für das Album wurde er beim Spellemannprisen 2010 in der Hip-Hop-Kategorie ausgezeichnet. Das im Album enthaltene Lied Rett opp og ned avancierte zu seinem ersten großen Hit in Norwegen. Im Jahr darauf gab er mit Du betyr meg sein fünftes Album heraus. Beim Spellemannprisen 2011 konnte er damit zum zweiten Mal in Folge die Auszeichnung in der Hip-Hop-Kategorie gewinnen. Zudem wurde er als Textautor des Jahres ausgezeichnet. Vaular veröffentlichte im Jahr 2012 mit dem Lied Øynene lukket erstmals Musik zusammen mit seinem Cousin Sondre Lerche. Mit 1001 Hjem gab Vaular 2013 ein digitales Album heraus. Es wurde über eine Website in vier Etappen veröffentlicht, bevor schließlich das ganze Album herausgegeben wurde.
Im Jahr 2015 veröffentlichte er die drei EPs 666 Alt, 666 Gir und 666 Mening, die zusammen eine Albumtrilogie bildeten. Die drei Albumteile hatten jeweils eine andere künstlerische Ausrichtung. 666 Gir wurde in einer Rezension des Radiosenders NRK P3 mit Musik aus den 1980er-Jahren verglichen und erhielt sechs von sechs möglichen Punkten. Die Trilogie wurde beim Spellemannprisen 2015 als Album des Jahres nominiert. Im selben Jahr wurde er beim Musikpreis P3 Gull mit dem P3-prisen ausgezeichnet. In der Begründung der Jury hieß es, dass er den norwegischen Hip-Hop durch Stilwechsel und Zusammenarbeiten über die Genregrenzen hinweg in Bewegung gesetzt habe.
Im Jahr 2017 gab Vaular mehrere Zusammenarbeiten mit anderen Künstlern heraus. Darunter das Lied Boys mit Astrid S und Panorama mit Unge Ferrari. Im selben Jahr veröffentlichte Vaular zudem die beiden EPs Loading… und Loading… 2. Vaular hielt 2017 zudem das Abschlusskonzert auf dem Øyafestivalen. Im Jahr 2019 gab er das erste Mal seit 2013 ein neues Album heraus. Das Album Flere steder alltid war im Vergleich zu seinen vorherigen Werken stärker von seinem Privatleben geprägt. 2019 war er zudem am Lied Kem kan eg ringe beteiligt. Das Lied war das erste Lied des norwegischen DJs Kygo in norwegischer Sprache.
Im Januar 2023 veröffentlichte er das Album Vintage Velour.

### Schauspielerei
Von 2016 bis 2017 wurde Ekte mann, eine Mini-Webserie mit fünf Folgen, veröffentlicht. In der Serie spielte Vaular sich selbst als eingebildeten Künstler. Vaular beschrieb die Serie als „surrealistisch“. Die Serie wurde beim Osloprisen in der Kategorie „TV des Jahres“ ausgezeichnet. In der im Jahr 2022 bei Norsk rikskringkasting (NRK) ausgestrahlten Fernsehserie Verden er min übernahm er als Musikproduzent Stian eine der Hauptrollen. Vaular sollte der Schauspielerin Amy Black Ndiaye zunächst nur das Rappen beibringen, er schrieb jedoch schließlich auch die Raptexte für die Serie und erhielt eine Rolle darin.

## Stil
Vaular rappt in seinem Bergener Dialekt. Für seinen Dialektgebrauch gewann er 2010 den Dialektprisen. Der Preis wurde von der Norsk Målungdom, der Jugendorganisation von Noregs Mållag, verliehen.

## Filmografie
- 2021: Gritt
- 2021: Jordbrukerne (Fernsehserie)
- 2022: Verden er min (Fernsehserie)

## Diskografie

### Alben
| Jahr | Titel                         | Höchstplatzierung, Gesamtwochen, AuszeichnungChartsChartplatzierungen (Jahr, Titel, Platzierungen, Wochen, Auszeichnungen, Anmerkungen) | Anmerkungen |
| Jahr | Titel                         | NO | Anmerkungen |
| ---- | ----------------------------- | --- | ----------- |
| 2009 | D’e glede                     | NO18 (1 Wo.)NO |             |
| 2010 | Helt om natten, helt om dagen | NO3 (18 Wo.)NO |             |
| 2011 | Du betyr meg                  | NO5 (3 Wo.)NO |             |
| 2013 | 1001 Hjem                     | NO9 (3 Wo.)NO |             |
| 2015 | 666 Alt                       | NO28 (2 Wo.)NO |             |
| 2019 | Flere steder alltid           | NO5 (1 Wo.)NO |             |
| 2023 | Vintage Velour                | NO6 (1 Wo.)NO |             |

Weitere Alben
- 2007: La Hat – Et nytt dagslys

### Singles
| Jahr | Titel Album                                   | Höchstplatzierung, Gesamtwochen, AuszeichnungChartsChartplatzierungen (Jahr, Titel, Album, Platzierungen, Wochen, Auszeichnungen, Anmerkungen) | Anmerkungen          |
| Jahr | Titel Album                                   | NO | Anmerkungen          |
| --- | --------------------------------------------- | --- | -------------------- |
| 2010 | Rett opp og ned Helt om natten, helt om dagen | NO8 Platin · (11 Wo.)NO |                      |
| 2011 | Fett –                                        | NO14 ×2Doppelplatin · (2 Wo.)NO |                      |
| 2017 | Boys –                                        | NO39 (1 Wo.)NO | mit Astrid S         |
| 2019 | Kem kan eg ringe –                            | NO3 (18 Wo.)NO | mit Kygo und Store P |
| 2019 | Kroppsspråk Flere steder alltid               | NO21 Gold · (2 Wo.)NO |                      |
| 2019 | To minutter Flere steder alltid               | NO31 (1 Wo.)NO | mit Röyksopp         |
| Folgende Lieder erschienen nicht als Single, wurden aber durch das Album zum Download und Streaming bereitgestellt und konnten somit eine Platzierung erlangen: |                                               | |                      |
| |                                               | |                      |
| 2025 | Sirkler & kvadrater Valget å gå, og vi gikk   | NO45 (… Wo.)NO | mit Ari Bajgora      |

Weitere Singles (mit Auszeichnungen)
- 2009: Solbriller på (NO: Gold)
- 2012: Øynene lukket (mit Sondre Lerche, NO: Platin)

## Auszeichnungen
Spellemannprisen
- 2009: Nominierung in der Kategorie „Hip Hop“ (für D’e glede)
- 2010: „Hip Hop“ (für Helt om natten, helt om dagen)
- 2010: Nominierung in der Kategorie „Hit des Jahres“ (für Rett opp og ned)
- 2010: Nominierung in der Kategorie „Musikvideo des Jahres“ (für En eneste)
- 2011: „Hip Hop“ (für Du betyr meg)
- 2011: „Textautor“ (für Du betyr meg)
- 2013: Nominierung in der Kategorie „Urban“ (für 1001 Hjem)
- 2013: Nominierung in der Kategorie „Textautor“ (für 1001 Hjem)
- 2015: Nominierung in der Kategorie „Album des Jahres“ (für 666)
- 2015: Nominierung in der Kategorie „Urban“ (für 666 Alt)
- 2015: Nominierung in der Kategorie „Textautor“ (für 666 mening)
- 2017: „Musikvideo des Jahres“ (für Som om himmelen revna, mit Daniel Kvammen)
- 2019: Nominierung in der Kategorie „Musikvideo des Jahres“ (für Kroppsspråk)
- 2019: Nominierung in der Kategorie „Lied des Jahres“ (für Kem kan eg ringe mit Kygo und Store P)

P3 Gull
- 2015: P3-prisen
- 2015: Nominierung in der Kategorie „Live-Künstler des Jahres“[19]

weitere Preise
- 2010: Dialektprisen
- 2021: Gammleng-Preis[20]